# 主机适配器

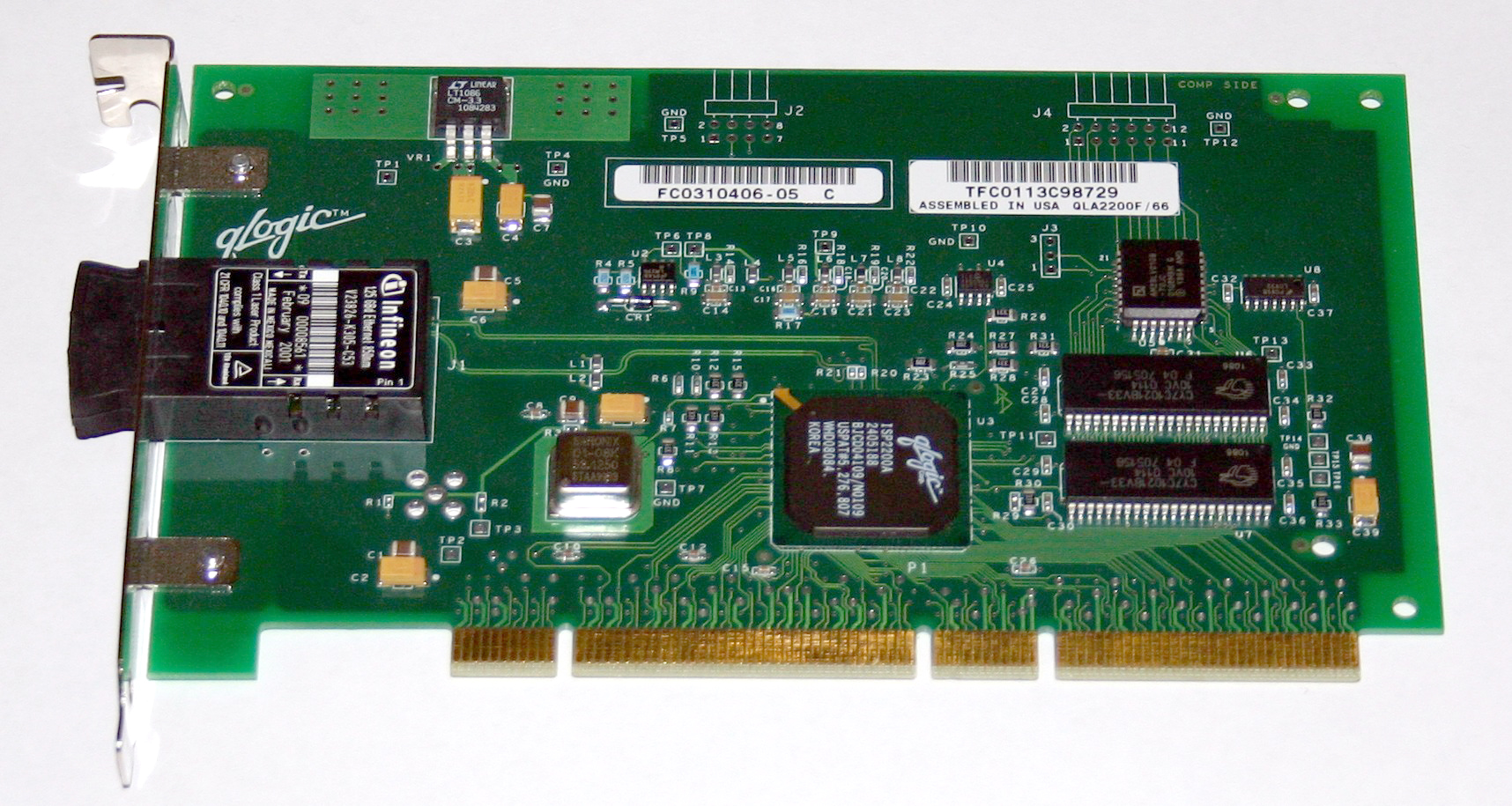
光纤通道主机总线适配器（一个64位元PCI-X板卡）

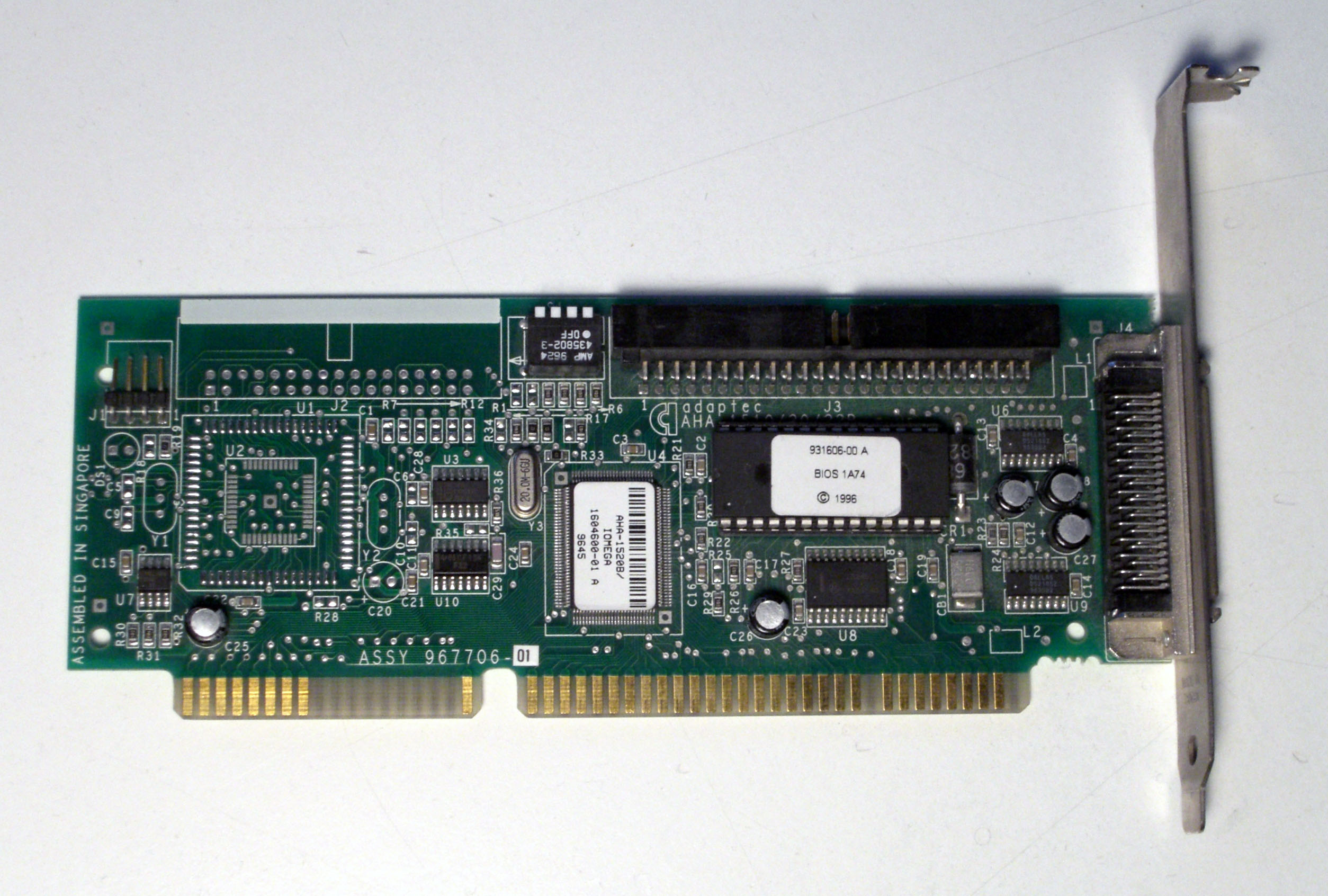
SCSI主机总线适配器（一个16位元ISA板卡）

主机控制器（host controller）、主机适配器（host adapter）或主机总线适配器（host bus adapter，HBA）是以计算机为主机系统，连接其他网络或存储设备的计算机硬件。该术语主要指连接SCSI、SAS或光纤通道设备的擴充卡。但是，连接IDE、SATA、以太网、IEEE 1394、USB或其他總線的擴充卡也可能称之为主机适配器。
术语网络接口控制器（NIC）更常指连接计算机网络的设备。

## SCSI
在典型的并行SCSI子系统中，每个设备都被分配一个唯一的数字ID。一般来说，主机适配器显示为SCSI ID 7，这使它在SCSI总线上具有最高优先级（优先级随SCSI ID的下降而降低;在16位或“宽”总线上，ID 8具有最低优先级，该设计保证与8位或“窄”总线的优先级方案兼容）。
主机适配器通常承担SCSI启动器的角色，因为它向其他SCSI设备发出命令。
计算机可以包含多个主机适配器，这可以增加可用的SCSI设备数量。
主要的SCSI适配器制造商有惠普、ATTO Technology、Promise Technology、Adaptec和LSI公司。

## 光纤通道
每个光纖通道HBA都有一个唯一的全球名称（WWN），这类似IEEE分配使用的组织唯一标识符（OUI）——以太网MAC地址。但是，WWN更长（8字节）。一个HBA上有两种类型的WWN：节点WWN（WWNN）被主机总线适配器上的所有端口共享，端口WWN（WWPN）则是每个端口唯一。
主要的光纤通道HBA制造商有QLogic和Emulex。截至2009年，这些供应商共享约90%的市场份额。其他制造商包括安捷倫科技、ATTO、Brocade和LSI公司。

## InfiniBand
主机通道适配器（HCA）通常用于描述InfiniBand的接口卡。

## ATA
ATA主机适配器已集成到大多数现代的PC。它们经常被称为磁盘控制器。

## SAS和SATA
SAS（串列SCSI）是目前代替并行SCSI（PAS，已淘汰）设备的连接方法。Ultra320是可用的最高级并行SCSI，但SAS已取代它作为最高性能的SCSI技术。SAS/SCSI通常要求操作系统已内置/已安装HBA的驱动程序。
SATA是使用串行技术的ATA，已经取代由Western Digital发明的IDE接口。SATA以中低端应用如个人电脑为主。SAS HBA的SAS接口可以连接SATA设备，反之SATA控制器的SATA接口不能连接SAS设备。SATA控制器可使用AHCI操作模式或IDE操作模式（但是从Intel 9系列PCH开始，Intel的PC芯片组的SATA控制器不再支持IDE操作模式）。AHCI是SATA原生的操作模式，Windows Vista开始的Windows已内置通用的Microsoft AHCI驱动程序。IDE模式则是把SATA硬盘模拟为IDE设备，以支持Windows XP等不支持AHCI的操作系统，会导致一定程度的性能损失。
主要的SAS适配器制造商有：Promise Technologies、Adaptec、惠普、QLogic、Areca、LSI/AVAGO及ATTO Technology。绝大部分芯片组都内置SATA功能。

## 主机I/O通道
在大型计算机中，传统上不使用主机适配器或主机总线适配器为术语。自1960年代以来使用不同的技术完成类似的目标：I/O通道，或者单纯的“通道”，它是一个单独的处理器，可以与CPU平行的独立地访问主存，类似个人电脑中的DMA，并且它们在CPU指示时执行自己的I/O专用计算机程序。
与外部设备通信的I/O通道使用的协议包括ESCON和新进的FICON。